# Kunming
Kunming er en storby i Kina med ca. 5.740.000 indbyggere, inklusive forstæder ca. 8.795.000. Byen er det erhvervsmæssige og kulturelle centrum for provinsen Yunnan. Byen ligger ved søen Diansøen. Byen er et stor transportknudepunkt med både en motorringvej ud om Kunming, motorveje til Chongqing, Chengdu og Guiyang, og jernbaner til Beijing, Shanghai og Hong Kong. I udkanten af byen ligger Kunming International Airport med forbindelser til resten af verden. 
Om aftenen den 1. marts 2014 blev jernbanestationen i Kunming hjemsted for et terrorangreb (Massakren i Kunming 2014), der kostede 34 mennesker livet.

## Administrative enheder
Bypræfekturet Kunming har jurisdiktion over 5 distrikter (区 qū), et byamt (市 shì), 5 amter (县 xiàn) og 3 autonome amter (自治县 zìzhìxiàn).
| Kort              | Kort                          | Kort                | Kort                         | Kort                   | Kort        | Kort      |
| ----------------- | ----------------------------- | ------------------- | ---------------------------- | ---------------------- | ----------- | --------- |
| Kort over Kunming |                               |                     |                              |                        |             |           |
| #                 | Navn                          | Hanzi               | Pinyin                       | Befolkning (2003 est.) | Areal (km²) | Indb./km² |
| Distrikter        |                               |                     |                              |                        |             |           |
| 1                 | Panlong                       | 盘龙区              | Pánlóng Qū                   | 600.000                | 340         | 1.765     |
| 2                 | Wuhua                         | 五华区              | Wǔhuá Qū                     | 810.000                | 398         | 2.036     |
| 3                 | Guandu                        | 官渡区              | Guāndù Qū                    | 750.000                | 552         | 1.359     |
| 4                 | Xishan                        | 西山区              | Xīshān Qū                    | 850.000                | 791         | 1.075     |
| 5                 | Dongchuan                     | 东川区              | Dōngchuān Qū                 | 300.000                | 1.674       | 179       |
| Byamter           |                               |                     |                              |                        |             |           |
| 6                 | Anning                        | 安宁市              | Ānníng Shì                   | 270.000                | 1.313       | 206       |
| Amter             |                               |                     |                              |                        |             |           |
| 7                 | Chenggong                     | 呈贡县              | Chénggòng Xiàn               | 160.000                | 541         | 296       |
| 8                 | Jinning                       | 晋宁县              | Jìnníng Xiàn                 | 270.000                | 1.391       | 194       |
| 9                 | Fumin                         | 富民县              | Fùmín Xiàn                   | 140.000                | 1.030       | 136       |
| 10                | Yiliang                       | 宜良县              | Yíliáng Xiàn                 | 410.000                | 1.880       | 218       |
| 11                | Songming                      | 嵩明县              | Sōngmíng Xiàn                | 340.000                | 1.442       | 236       |
| Autonome amter    |                               |                     |                              |                        |             |           |
| 12                | Shilin (For yiene)            | 石林彝族 自治县     | Shílín Yízú Zìzhìxiàn        | 230.000                | 1.777       | 129       |
| 13                | Luquan (For yiene og miaoene) | 禄劝彝族苗族 自治县 | Lùquàn Yízú Miáozú Zìzhìxiàn | 450.000                | 4.378       | 103       |
| 14                | Xundian (For huiene)          | 寻甸回族彝族 自治县 | Xúndiàn Huízú Yízú Zìzhìxiàn | 500.000                | 3.966       | 126       |

## Klima
| Vejr for Kunming                  | Vejr for Kunming | Vejr for Kunming | Vejr for Kunming | Vejr for Kunming | Vejr for Kunming | Vejr for Kunming | Vejr for Kunming | Vejr for Kunming | Vejr for Kunming | Vejr for Kunming | Vejr for Kunming | Vejr for Kunming | Vejr for Kunming |
|                                   | Jan              | Feb              | Mar              | Apr              | Maj              | Jun              | Jul              | Aug              | Sep              | Okt              | Nov              | Dec              | År               |
| --------------------------------- | ---------------- | ---------------- | ---------------- | ---------------- | ---------------- | ---------------- | ---------------- | ---------------- | ---------------- | ---------------- | ---------------- | ---------------- | ---------------- |
| Gennemsnitlig maks °C             | 15,4             | 17,2             | 20,7             | 23,8             | 24,4             | 24,1             | 24               | 24,1             | 22,7             | 20,5             | 17,5             | 15,1             | 20,8             |
| Gennemsnitlig min °C              | 2,3              | 3,6              | 6,4              | 10,1             | 14,3             | 16,7             | 16,9             | 16,2             | 14,6             | 11,9             | 7,3              | 3,1              | 10,3             |
| Gennemsnitlig nedbør mm           | 16               | 16               | 20               | 24               | 97               | 181              | 202              | 204              | 119              | 79               | 42               | 11               | 1.011            |
| Kilde (27. februar 2019): TurVejr |                  |                  |                  |                  |                  |                  |                  |                  |                  |                  |                  |                  |                  |

## Myndigheder
Den lokale leder i Kinas kommunistiske parti er Cheng Lianyuan. Borgmester er Wang Xiliang, pr. 2021.